# IMEI

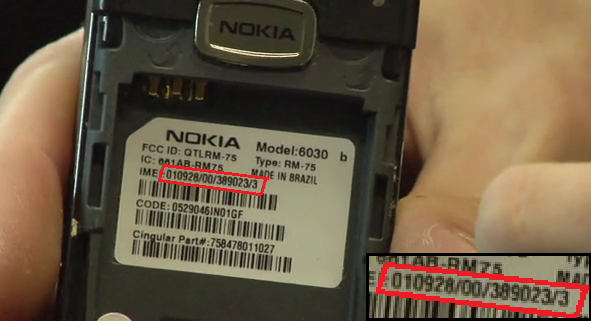
IMEI

IMEI je zkratka z anglického termínu  International Mobile Equipment Identity. Jde o unikátní číslo přidělené výrobcem mobilnímu telefonu.
Čísla IMEI mobilních telefonů mobilní operátor ukládá do registru mobilních zařízení (EIR). Po nahlášení krádeže mobilního telefonu operátorovi je možné zablokovat zařízení s daným IMEI, takže jej v příslušné mobilní síti nelze používat.
IMEI je patnáctimístné číslo, které lze zapsat ve formátu ZZnnnn-MM-nnnnnn-X. První skupina je tzv. type allocation code (TAC) uvozený dvěma číslicemi kódu země (ZZ). Druhá skupina (MM) je kód výrobce (viz níže), třetí skupina je sériové číslo telefonu. Poslední cifra (X) je využívána pro kontrolní součet (Luhnův algoritmus / modulo 10).
Formát IMEI je tedy následující:
- TAC – Type Allocation (dř. Approval) Code (6 číslic, z toho první dvě jsou kód země)
- FAC – Final Assembly Code (2 číslice – kód výrobce)
- SNR – Serial Number (6 číslic – sériové číslo telefonu)
- SP – Spare (1 číslice – kontrolní součet)

Na většině mobilních telefonů lze IMEI zjistit zadáním kódu *#06#.
| kód FAC    | výrobce                 |
| ---------- | ----------------------- |
| 01, 02, 65 | AEG                     |
| 04         | Samsung                 |
| 05         | Sony                    |
| 07, 40     | Motorola                |
| 10, 20     | Nokia                   |
| 30         | Ericsson                |
| 40, 41, 44 | Siemens                 |
| 50         | Bosch                   |
| 51         | Sony, Siemens, Ericsson |
| 60         | Alcatel                 |
| 70         | Sagem                   |
| 75         | Dancall                 |
| 80         | Philips                 |
| 85         | Panasonic               |

## Kontrolní součet
Poslední číslice je kontrolní; vypočítá se Luhnovým algoritmem.
| IMEI                         | 4                                                                              | 9                                                                              | 0                                                                              | 1                                                                              | 5                                                                              | 4                                                                              | 2                                                                              | 0                                                                              | 3                                                                              | 2                                                                              | 3                                                                              | 7                                                                              | 5                                                                              | 1                                                                              | ?                                                                              |
| Dvojnásobek každé 2. číslice | 4                                                                              | 18                                                                             | 0                                                                              | 2                                                                              | 5                                                                              | 8                                                                              | 2                                                                              | 0                                                                              | 3                                                                              | 4                                                                              | 3                                                                              | 14                                                                             | 5                                                                              | 2                                                                              | ?                                                                              |
| Součet                       | 4 + (1 + 8) + 0 + 2 + 5 + 8 + 2 + 0 + 3 + 4 + 3 + (1 + 4) + 5 + 2 + ? = 52 + ? | 4 + (1 + 8) + 0 + 2 + 5 + 8 + 2 + 0 + 3 + 4 + 3 + (1 + 4) + 5 + 2 + ? = 52 + ? | 4 + (1 + 8) + 0 + 2 + 5 + 8 + 2 + 0 + 3 + 4 + 3 + (1 + 4) + 5 + 2 + ? = 52 + ? | 4 + (1 + 8) + 0 + 2 + 5 + 8 + 2 + 0 + 3 + 4 + 3 + (1 + 4) + 5 + 2 + ? = 52 + ? | 4 + (1 + 8) + 0 + 2 + 5 + 8 + 2 + 0 + 3 + 4 + 3 + (1 + 4) + 5 + 2 + ? = 52 + ? | 4 + (1 + 8) + 0 + 2 + 5 + 8 + 2 + 0 + 3 + 4 + 3 + (1 + 4) + 5 + 2 + ? = 52 + ? | 4 + (1 + 8) + 0 + 2 + 5 + 8 + 2 + 0 + 3 + 4 + 3 + (1 + 4) + 5 + 2 + ? = 52 + ? | 4 + (1 + 8) + 0 + 2 + 5 + 8 + 2 + 0 + 3 + 4 + 3 + (1 + 4) + 5 + 2 + ? = 52 + ? | 4 + (1 + 8) + 0 + 2 + 5 + 8 + 2 + 0 + 3 + 4 + 3 + (1 + 4) + 5 + 2 + ? = 52 + ? | 4 + (1 + 8) + 0 + 2 + 5 + 8 + 2 + 0 + 3 + 4 + 3 + (1 + 4) + 5 + 2 + ? = 52 + ? | 4 + (1 + 8) + 0 + 2 + 5 + 8 + 2 + 0 + 3 + 4 + 3 + (1 + 4) + 5 + 2 + ? = 52 + ? | 4 + (1 + 8) + 0 + 2 + 5 + 8 + 2 + 0 + 3 + 4 + 3 + (1 + 4) + 5 + 2 + ? = 52 + ? | 4 + (1 + 8) + 0 + 2 + 5 + 8 + 2 + 0 + 3 + 4 + 3 + (1 + 4) + 5 + 2 + ? = 52 + ? | 4 + (1 + 8) + 0 + 2 + 5 + 8 + 2 + 0 + 3 + 4 + 3 + (1 + 4) + 5 + 2 + ? = 52 + ? | 4 + (1 + 8) + 0 + 2 + 5 + 8 + 2 + 0 + 3 + 4 + 3 + (1 + 4) + 5 + 2 + ? = 52 + ? |

Výsledek je doplněk do násobku 10, tedy ? = 8 a IMEI je tedy 490154203237518.